# Ломоватка
Ломова́тка (рос. Ломоватка) — селище у складі Великоустюзького району Вологодської області, Росія. Адміністративний центр Ломоватського сільського поселення.

## Населення
Населення — 1141 особа (2010; 1513 у 2002).
Національний склад (станом на 2002 рік):
- росіяни — 94 %